# Pretorianismus
Pretorianismus se často chápe jako vojenská vláda, ale může znamenat i nadměrný vliv vojáků na politické dění. Tento termín pochází od římské pretoriánské gardy, což byla vojenská jednotka určená k ochraně politického vedení státu. Časem se garda stávala více autonomní a mocnější, několik císařů zavraždila a jiné vynesla k moci. V současném kontextu tento pojem naznačuje situaci, kdy ozbrojené síly vstupují do politiky, hrají roli politických rozhodčích a občas si uzurpují plnou kontrolu nad politickým systémem a přímo vykonávají moc. Bývá to tehdy, když si vojenští hodnostáři řeknou, že jsou schopni vyřešit vojenské i politické problémy lépe než civilní vláda. Tento jev bývá jasným signálem nedostatečné oddanosti elit země demokratickému způsobu vlády, svědectvím o křehkosti politických institucí, o ideologické polarizaci, o provázanosti politické elity s armádní špičkou a o obecné přijatelnosti vojáků jako legitimních držitelů moci. Armáda si postupně upevňuje svou dominanci a stává se centrálním politickým faktorem a to zejména v dobách politických nebo ekonomických krizí.
Pretoriánské tendence jsou nejvíce viditelné v rozvojovém světě, nejčastěji se zmiňují v takových regionech jako je Latinská Amerika, Jižní Asie a subsaharská Afrika. V mnoha zemích byla armáda v době vyhlášení nezávislosti nejvýkonnější politickou institucí, a proto vojáci i po desetiletích vystupují jako zprostředkovatelé v civilních politických konfliktech.